# Zweiter Krieg Roms gegen Veji
Der Zweite Krieg Roms gegen Veji (oder Fidenerkrieg) war die zweite kriegerische Auseinandersetzung im 5. Jahrhundert v. Chr. zwischen der Römischen Republik und der Etruskerstadt Veji. Der Krieg konzentrierte sich vorwiegend auf die strategische Stellung der Stadt Fidenae am Zusammenfluss des Tibers, des Aniene und des Cremera. Er dauerte von 438 v. Chr. bis 425 v. Chr. und endete mit der römischen Eroberung Fidenaes und einem zwanzigjährigen Waffenstillstand zwischen Rom und Veji.

## Antike Überlieferung

### Erster Kriegsabschnitt

#### Verrat Fidenaes

Lagekarte des Konfliktgebiets

Im Jahr 438 v. Chr., in dem in Rom Lucius Quinctius Cincinnatus, Mamercus Aemilius Mamercinus und Lucius Iulius Iullus als Militärtribunen mit konsularischer Gewalt berufen wurden, drohte Fidenae – seit seiner Annexion durch Romulus römische Kolonie – die Römische Republik zu verlassen und zur von König Lars Tolumnius regierten Etruskerstadt Veji überzuwechseln. Rom schickte daraufhin vier Gesandte, um die Ursachen für die Unzufriedenheit der Fidener zu erfahren. Die Gesandten wurden aber bei ihrer Ankunft getötet – was eine sehr ernste diplomatische Krise heraufbeschwor.
Im darauffolgenden Jahr 437 v. Chr. trafen die Römer Kriegsvorbereitungen und beriefen als Konsuln Marcus Geganius Macerinus und Lucius Sergius. Letzterer übernahm das Heereskommando und marschierte gegen die anrückenden Etrusker, die bereits den Aniene überschritten hatten. Die resultierende Schlacht war sehr verlustreich auf beiden Seiten, die Römer trugen aber letztendlich den Sieg davon und Lucius Sergius erhielt den Ehrennamen Fidenas.
In Rom wurde dann Mamercus Aemilius Mamercinus als Diktator eingesetzt, um die weiteren militärischen Operationen zu leiten. Er übertrug Lucius Quinctius Cincinnatus die Befehlsgewalt über die Kavallerie und wählte als stellvertretende Kommandierende Titus Quinctius Capitolinus und Marcus Fabius Vibulanus. Durch eine Truppenaushebung versuchte er, die während der vorangegangenen verlustreichen Schlacht entstandenen Lücken zu schließen. Die Etrusker wurden dann über den Anione zurückgedrängt und errichteten ihr Heerlager auf den zwischen dem Fluss und Fidenae gelegenen Anhöhen. Da sie aber Verstärkung durch die Falisker erhielten, verließen sie die Anhöhen und verschoben ihr Heerlager in unmittelbare Nähe der Stadtmauern Fidenaes. Die Römer hingegen schlugen ihr Heerlager am Zusammenfluss zwischen Anione und Tiber auf und hoben zur Absicherung Verteidigungsgräben aus.

#### Die Schlacht am Anione
Auf Etruskerseite wurde mit dem Angriff gegen die Römer gezögert. Die Falisker waren zum sofortigen Kampf bereit, wohingegen die Vejer und die Fidener eine Hinhaltetaktik befürworteten, um von ihrer vorteilhaften Lage zu profitieren. Tolumnius, der König der Vejer, gab aber schließlich dem Drängen der Falisker nach und eröffnete die Schlacht.
Die beiden Heere trafen in der Ebene südlich von Fidenae aufeinander. Aufgrund der zahlenmäßigen Überlegenheit konnte Tolumnius ein Truppenkontingent abzweigen, das die Römer umging und mitten in der Schlacht das römische Lager attackieren sollte. Die eigentliche Schlachtenordnung sah wie folgt aus: auf dem rechten Flügel reihten sich die Vejer ein, im Zentrum standen die Fidener und den linken Flügel bildeten die Falisker. Auf römischer Seite befehligte der Diktator Mamercinus den den Falliskern gegenüberstehenden Flügel, den Vejern gegenüber kommandierte Quinctius Capitolinus und im Zentrum befehligte Cincinnatus die Kavallerie.
Die Schlacht wurde von einem Angriff der römischen Kavallerie im Zentrum eröffnet, welcher dicht gedrängt die Infanterie hinterherrückte. Die etruskischen Linien konnten diesem Anprall nicht standhalten und begannen zurückzuweichen. Die Kavallerie des Tolumnius setzte jedoch einen unerwartet hohen Widerstand entgegen, so dass sich die Reihen wieder schlossen. Im Getümmel wurde Tolumnius von Aulus Cornelius Cossus, Militärtribun der römischen Kavallerie, erkannt und im Zweikampf getötet. Nachdem er ihn seiner Waffen und seines Panzers beraubt hatte, trennte er seinen Kopf ab und steckte ihn zur Abschreckung der Feinde auf eine Lanze. Diese wichen schließlich zurück und ergriffen die Flucht, wurden aber großteils noch vor Erreichen ihres Heerlagers massakriert. Nur einem Teil der Fidener gelang die Flucht in die Berge.
Das von Tolumnius anfangs abgezweigte Kontingent griff, während die Schlacht tobte, das von Fabius Vibulanus verteidigte römische Heerlager an. Letzterer wagte aber einen Ausfall und konnte die Feinde zurückschlagen. Daraufhin nutzten die Römer ihren Vorteil, überschritten den Tiber, verwüsteten die Landschaft um Veji, um dann mit einer ansehnlichen Kriegsbeute wieder zurückzukehren.

#### Triumph des Mamercinus
Der Senat gewährte anschließend dem Diktator Mamercinus die Ehren eines Triumphs. Für seine Siegesfeier ließ der Diktator eine Goldkrone anfertigen, welche ein römisches Pfund wog, und hinterlegte sie im Tempel des Jupiter Capitolinus. Während der Zeremonien wurde sein Prestige aber durch die Anwesenheit des Militärtribuns Aulus Cornelius Cossus geschmälert, der Waffen und Rüstung des getöteten Etruskerkönigs Tolumnius herbeitrug und sie dann in den Tempel des Jupiter Feretrius brachte, wo er sie sie neben den ehemaligen Waffengaben des Romulus niederlegte – vor Cossus der einzige, dem solche Ehre zuteilwurde.

#### Pestepidemie
Während der Konsulatszeit des Marcus Cornelius Maluginensis  und des Lucius Papirius Crassus im darauffolgenden Jahr 436 v. Chr. drangen die Römer in die Territorien von Veji und Faleria vor, ohne auf nennenswerten Widerstand zu stoßen. Eine mittlerweile in Rom ausgebrochene Pestepidemie hielt sie aber davon ab, die beiden Städte einzunehmen. Die Epidemie verschlimmerte sich 435 v. Chr. während der Konsulatszeit des Gaius Iulius Iullus und des Lucius Verginius Tricostus und nahm besorgniserregende Ausmaße an. Diesen Umstand nutzten die Fidener aus, um ihrerseits erneut die Feindseligkeiten zu eröffnen. Die Vejer schlossen sich ihnen an und beide Armeen überschritten den Anione, um ihr Heerlager in unmittelbarer Nähe der Porta Collina aufzuschlagen.

#### Schlacht von Nomentum
In dieser kritischen Situation ernannten die Konsuln nach erfolgtem Senatsentscheid Quinctus Servilius Priscus (oder auch Quinctus Servilius Structus) zum Diktator. Letzterer erwählte Postumus Aebutius Helva zum Befehlshaber der Kavallerie. Noch während der Diktator seine Armee vor dem Stadttor aufstellte, zogen sich die Fidener und Vejer auf die umliegenden Hügel zurück. Bei Nomentum wurden sie vom römischen Heer eingeholt. Die Römer eröffneten die zum Sieg führenden Kampfhandlungen und warfen die Etrusker bis hinter die Stadtmauern von Fidenae zurück, das belagert wurde. Es gelang ihnen aber nicht die Stadt im Sturmangriff zu erobern. Der Diktator ließ daher unter den Mauern einen Tunnel graben, durch den die Stadt schließlich eingenommen werden konnte.
Der Fall Fidenes schreckte die umliegenden Stämme auf. So befürchteten die Vejer und die Falisker, dass die Römer sich für ihre Unterstützung des Tolumnius im Jahr 437 v. Chr. rächen würden. Sie schickten daher Gesandte an die anderen Städte des etruskischen Zwölfstädtebundes, um eine Versammlung einzuberufen. Mittlerweile bereiteten sich die Römer jedoch auf eine Wiederaufnahme der Feindseligkeiten vor. So erkoren sie Mamercus Aemilius Mamercinus zum zweiten Mal zum Diktator, der seinerseits Aulus Postumius Tubertus das Kommando über die Kavallerie übergab. Die Versammlung der Etruskerstädte weigerte sich aber letztendlich, den Vejern und Faliskern zu Hilfe zu eilen, welche daher auch keinen neuen Kriegszug ins Auge fassen konnten.

### Interimszeit
Im Intervall 434 bis 427 v. Chr. waren die Feindseligkeiten zwischen Rom und den Etruskern zwar zur Ruhe gekommen, dennoch herrschten in Rom sehr instabile politische und militärische Zustände, die von Zwistigkeiten zwischen Plebejern und Patriziern, einem Krieg gegen die Aequer und die Volsker, einer Pestepidemie mit erheblichen Verlusten an Menschen und Tieren sowie einer Missernte gekennzeichnet waren. Insbesondere war der Nachschub mit Weizen stark gefährdet.

### Zweiter Kriegsabschnitt

#### Wiederaufnahme der Feindseligkeiten
Im Jahr 427 v. Chr. hatte sich unter den Konsuln Lucius Papirius Mugillanus und Gaius Servilius Structus Ahala in Rom die Lage wieder etwas gebessert. Der Blick richtete sich erneut auf Veji, das sich anschickte, trotz des Waffenstillstandsvertrages von 435 v. Chr. wieder zu den Waffen zu greifen. Dennoch zogen es die Römer vor, mit einer Kriegserklärung zu warten. Es wurden vielmehr die Fetialen mit der Forderung nach Reparationen nach Veji abgeschickt. Dies lehnte Veji jedoch ab und so wurde in Rom ein Heer aufgestellt.
Für das Jahr 426 v. Chr. wurden keine Konsuln berufen, sondern vier Militärtribunen mit konsularischer Gewalt: Titus Quinctius Pennus Cincinnatus, Caius Furius, Marcus Postumius und Aulus Cornelius Cossus. Letzterem wurden die Regierungsgeschäfte in der Stadt Rom übertragen, wohingegen die drei anderen Militärtribunen mit ihren Truppenteilen in Richtung Veji losmarschierten. Die Verständigung unter den drei Militärtribunen war aber derart miserabel, dass es den Etruskern gelang, das Expeditionskorps zurückzudrängen. Als Antwort auf diesen Fehlschlag ernannte in Rom Aulus Cornelius Cossus erneut Mamercus Aemilius Mamercinus zum Diktator, der als Gegenleistung Cossus den Befehl über die Kavallerie anvertraute.
Inzwischen hatten die Vejer, von ihrem Erfolg über die Militärtribunen ermutigt, Gesandte an sämtliche Etruskerstädte abgeschickt, um deren Unterstützung einzuholen. Keine einzige wollte eine definitive Zusage erteilen, es fanden sich aber dennoch viele Freiwillige in Veji ein, um die Ränge des Heeres aufzufüllen. In Fidenae kam es zu einer Volkserhebung, in deren Zuge die in der Stadt angesiedelten römischen Kolonisten umgebracht wurden. Das Heer der Vejer vereinigte sich sodann mit den Fidenern und gemeinsam schlugen die Etrusker ihr Heerlager nahe der Stadt auf.

#### Schlacht von Fidenae
Der Diktator Mamercinus setzte sich an die Spitze des römischen Heeres und errichtete sein Lager nur unweit von Fidenae zwischen den Bergen im Osten und dem Tiber im Westen. Er beorderte Titus Quinctius Pennus Cincinnatus, unauffällig die Hügelstellungen hinter der Stadt einzunehmen. Die durch ihren letzten Erfolg ermutigten Etrusker eröffneten die Schlacht ohne zu zaudern. Anfangs hatte es den Anschein, als würden die etruskischen Ränge unter dem Vorstoß der römischen Infanterie einbrechen, sie wurden aber durch zahlreiche, neu hinzugekommene Kämpfer wieder aufgefüllt, welche bisher hinter den Stadtmauern positioniert waren. Um die Schlacht jetzt nicht zu verlieren, erteilte Mamercinus Cossus den Befehl, mit der Kavallerie anzugreifen. Gleichzeitig rückte Titus Quinctius von hinten gegen das Gedränge vor. Die Etrusker, gefangen im Schraubstock zwischen zwei römischen Heeren, begannen zu wanken und ergriffen schließlich die Flucht – die Vejer in Richtung Tiber und die Fidener hin zu ihren Stadtmauern. Die Flüchtenden, bei denen es nur wenige Überlebende gab, wurden von den Römern meist eingeholt und erschlagen. Die Römer besetzten anschließend die Stadt Fidenae und plünderten sie. Auch die in die Zitadelle Geflohenen wurden massakriert. Unabgesehen vom Dienstgrad erhielt jeder römische Soldat seinen Anteil an der Kriegsbeute und einen oder zwei Gefangene. Die restliche Bevölkerung Fidenaes wurde in die Sklaverei verkauft. Dem Diktator Mamerinus wurden daraufhin vom Senat erneut die Ehren eines Triumphs zugestanden.

## Moderne Geschichtsschreibung

### Akzeptierte Ereignisse
Moderne Geschichtswissenschaftler bezweifeln nicht die großen Züge des antiken Berichts wie beispielsweise die Ermordung der römischen Botschafter, das gegen Rom gerichtete Bündnis der Vejer, Fidener und Falisker, die Niederlage der Verbündeten und der Fall von Fidenae sowie der Tod des Lars Tolumnius im Zweikampf gegen Cossus. Auch über die Folgen des Krieges besteht Einigkeit:
- der Verlust für die Etrusker von Fidenae – ihr Brückenkopf am linken Tiberufer
- Veji verliert seinen Meereszugang über den Tiber
- die Errichtung einer römischen Kolonie auf dem Territorium Vejis
- ein zwanzigjähriger Waffenstillstand zwischen Rom und Veji.

Der etruskische Königsname Lars Tolumnius dürfte aller Wahrscheinlichkeit nach historisch sein, da in Veji in der ersten Hälfte des sechsten Jahrhunderts v. Chr. ein Familienname Tolumnius unter seiner etruskischen Schreibweise Tulumnes auf zwei Inschriften im Heiligtum der Minerva in Portonaccio auftaucht:
- Velthur Tulumnes[22] und
- Karcuna Tulumnes

Zur Zeit, in der Titus Livius seinen Bericht schrieb, sind in Rom drei Überreste erhalten, welche an den Krieg gegen Fidenae erinnern. Einmal die Spolien (darunter ein Panzerhemd aus Leinen), die Cossus dem getöteten Lars Tolumnius entwendete, eine von Mamercus Aemilius gestiftete Goldkrone anlässlich des Sieges über Fidenae, die im Kapitolinischen Tempel hinterlegt wurde sowie Statuen der von den Fidenern getöteten Gesandten, deren Namen noch auf den republikanischen Rostren erhalten waren: Caius Fulcinius, Tullus Cloelius, Lucius Roscius und Spurius Antius (oder Nautius).

### Umstrittene Details
Bei näherer Untersuchung der antiken Überlieferung tauchen jedoch mehrere, zum Teil umstrittene Detailfragen auf:
- zuerst die Untergliederung des Konflikts in zwei Kriegsabschnitte.

Titus Livius unterteilte den Krieg in zwei deutlich voneinander getrennte Abschnitte. Der erste dauerte zwei Jahre (von 437 bis 435 v. Chr.), der zweite begann 426 v. Chr. und endete noch im selben Jahr. Beide, durch einen Zeitraum von acht Jahren getrennte Abschnitte, werden jeweils mit der Eroberung Fidenaes abgeschlossen.
Moderne Historiker gehen heute vielmehr davon aus, dass es sich bei dem Krieg um einen einzigen Konflikt gehandelt hat, der knapp zehn Jahre dauerte. Sie vermuten vielmehr eine bewusste Duplikation der Ereignisse, wie sie in der römischen Geschichtsschreibung öfters zu finden ist. Merkwürdigerweise ähnelt nämlich die zweite Belagerung vor der Einnahme Fidenaes sehr der ersten (Dublette) und auch die vorangegangenen jeweiligen Massaker an römischen Bürgern zeigen Übereinstimmungen (so wurden im ersten Abschnitt die Gesandten getötet und im zweiten waren dann die römischen Siedler an der Reihe).
- sodann die erste Diktatur des Mamercinus 437 v. Chr.

Diese dürfte frei erfunden sein und wahrscheinlich nur eine Dublette seiner Diktatur von 426 v. Chr. darstellen.
- sehr stark anzuzweifeln ist ferner der angebliche Einsatz einer römischen Flotte bei der Schlacht von Fidenae 426 v. Chr.